# Герб Волоколамска
Герб Волоколамска — герб города областного подчинения в Московской области Российской Федерации, административный центр Волоколамского городского округа, историческое поселение, имеющее особое значение для истории и культуры Московской области, Город воинской славы.

## История

### Герб 1781 года

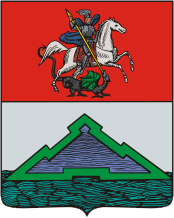
Исторический герб Волоколамска (1781 г.;1992 г.)

Высочайше утверждён 20 декабря 1781 года: Гербовый щит французской формы разделён горизонтально на две части. В верхней части щита, в красном поле, герб Московской губернии образца 1781 года: Великомученник и Победоносец Георгий на белом коне поражает копьём чёрного дракона. В нижней части, в серебряном поле — древнее, зелёное изображение шанны (треугольные укрепления), в знак того, что сей город дал храбрый отпор осаждавшему город польскому королю Сигизмунду III (войско 5700 человек), который в конце 1612 года пытался сходу овладеть Волоколамском, но гарнизон города и горожане под предводительством воевод Ивана Константиновича Карамышева и Степана Васильевича Чемесова отбили трёхкратный приступ вражеских войск.

### Герб 1883 года

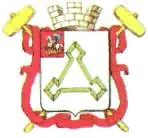
Исторический герб Волоколамска (1883 г.)

Высочайше утверждён 16 марта 1883 года: В серебряном поле щита, зелёное треугольное укрепление. В вольной части щита герб Московский, увенчанный серебряною башенной короной с тремя зубцами. За щитом положены накрест два золотых молотка, соединённые Александровской лентою.

### Герб 1992 года
Решением Малого городского совета народных депутатов от 10 декабря 1992 года был восстановлен герб уездного города Волоколамск образца 1781 года.

### Герб 2006 года
Герб Волоколамска был принят 20 июня 2006 года. Он собой представляет геральдический щит французской формы, серебряного цвета. На серебряном поле изображены зелёные треугольные, с бастионами на углах (один и два), шанцы. В правой вольной части — герб Московской области. Щит обвит лентой ордена Великой Отечественной войны I степени и увенчан золотой короною. Герб может использоваться также без вольной части, ленты и короны.

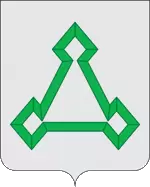
Герб города Волоколамск от 20 декабря 2006 года без вольной части,короны и ордена ВОВ
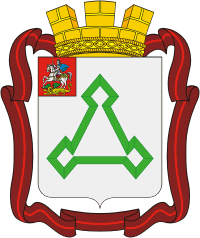
Герб города Волоколамск от 20 декабря 2006 года с вольной частью,короной и орденом ВОВ